# Püski
Püski (em croata: Pišće, Piškija) é um município da Hungria, situado no condado de Győr-Moson-Sopron. Tem 8,39 km² de área e sua população em 2015 foi estimada em 653 habitantes, com uma densidade demográfica de 77,8 hab/km².